# Eduard Paucker
Eduard Peter Heinrich Paucker, né le 12 janvier 1843 à Simuna et mort le 30 janvier 1921 à Rakvere est un pasteur estonien.

## Biographie

### Origine et famille
Il est issu d'une famille de pasteurs germano-baltes : les Paucker. Son père, Hugo Richard Paucker, né le 4 avril 1807 à Simuna, est mort le 8 juin 1872 dans la même ville. Et sa mère, Louise Charlotte Hofmann, né le 9 décembre 1816 à Rakvere, est morte le 20 mai 1881 dans la même ville. Son grand-père Heinrich Johann Paucker est pasteur et professeur de la paroisse Siimona et Juda à Simuna.

### Carrière
Il reçoit sa première éducation à la maison, puis étudie l'École cathédrale de Tallinn entre 1855 et 1862. Il étudie à la Faculté des Religions de l'Université de Tartu entre 1863 et 1867.
Il fait partie de la congrégation Simuna Simona et Judée (avec son père) pendant son année probatoire. Il est ordonné le 15 ou le 27 septembre 1868 comme enseignant.
À partir de 1868, il est enseignant adjoint à l'église de Simuna jusqu'à sa nomination en juillet 1872 comme enseignant principal. En 1885, il compile un supplément au lexique pastoral commencé par son père : Ehstlands Kirchen und Prediger seit 1848. Dans Anschluβ, une "Ehstlands Geistlichkeit von Hugo Richard Paucker". C'est un fervent partisan de la nouvelle orthographe estonienne d'Ahrens. Il garde ses fonctions jusqu'en 1918 et la guerre contre la Russie bolchevique. Il reste dès lors en tournée émérite. Il meurt en 1921 à Rakvere.